# Liste der Kulturdenkmäler in Tiefenbach (Hunsrück)
In der Liste der Kulturdenkmäler in Tiefenbach sind alle Kulturdenkmäler der rheinland-pfälzischen Ortsgemeinde Tiefenbach aufgeführt. Grundlage ist die Denkmalliste des Landes Rheinland-Pfalz (Stand: 27. Oktober 2023).

## Einzeldenkmäler
| Bezeichnung                        | Lage                              | Baujahr                             | Beschreibung | Bild                           |
| ---------------------------------- | --------------------------------- | ----------------------------------- | --- | ------------------------------ |
| Wohnhaus                           | Hauptstraße 9 Lage                | 19. Jahrhundert                     | Fachwerkhaus, teilweise massiv und verschiefert, 19. Jahrhundert | BW                             |
| Wohnhaus                           | Hauptstraße 10 Lage               | erstes Drittel des 19. Jahrhunderts | Fachwerkhaus, Krüppelwalmdach, erstes Drittel des 19. Jahrhunderts | Fotos hochladen                |
| Hofanlage                          | Hauptstraße 28 Lage               | zweite Hälfte des 19. Jahrhunderts  | Streckhof; Fachwerk, teilweise massiv und verschiefert, zweite Hälfte des 19. Jahrhunderts, Fachwerkscheune, teilweise massiv, Ende des 19. Jahrhunderts; bauliche Gesamtanlage | weitere Bilder Fotos hochladen |
| Katholische Kirche St. Franz Xaver | Hauptstraße 48 Lage               | 1912                                | Saalbau, Jugendstil, 1912, Entwurf des Königlichen Hochbauamtes Kreuznach | weitere Bilder Fotos hochladen |
| Duhle Backes                       | Waldstraße, gegenüber Nr. 10 Lage | 19. Jahrhundert                     | Backhaus; eingeschossiger Putzbau, 19. Jahrhundert | Fotos hochladen                |